# Strikeforce Challengers 20
Strikeforce Challengers: Britt vs. Sayers é o próximo evento de artes marciais mistas que será organizado pela Strikeforce.  Embora não tenha sido anunciado oficialmente, o vigésimo episódio do Challengers é esperado para ocorrer em 18 de novembro de 2011 no Palms Casino Resort in Las Vegas, Nevada.

## Card Oficial de Lutas

### Evento Principal
- Luta de Pesos Médios:  Antwain Britt vs.  Lumumba Sayers[1]

- Luta feminina (145 lb):  Ronda Rousey vs.  Julia Budd[1]

## Lutas Anunciadas
As seguintes lutas foram confirmadas por fonts fiáveis, mas não foram confirmadas pelo Strikeforce.com.
- Luta de Pesos Médios:  Adlan Amagov vs.  Anthony Smith[2]

- Luta de Pesos Meio Pesados:  T.J. Cook vs.  Trevor Smith[2]

- Luta de Pesos Leves:  Bill Cooper vs.  Matt Ricehouse[2]